# Glacier (zespół muzyczny)
GLACIER – japoński rockowy zespół visual kei z Okinawy współpracujący z wytwórnią Indie PSC. Zespół powstał w marcu 2006 roku. Makoto, Nao i Aki są przyjaciółmi od czasów podstawówki. Są założycielami zespołu. Jeden ze swoich pierwszych singli „Nangoku Shōjo” został wydany przez wytwórnię Crown Records 23 lipca 2008 roku. Nazwa zespołu „GLACIER” oznacza lodowiec.

## Członkowie

### Obecni
- Makoto (jap. マコト)
- Nao (jap. 仍) – gitara
- Aki – gitara basowa

### Byli
- Kōjirō (jap. 幸二郎) – gitara
- Yūki (jap. 佑生) – perkusja

## Dyskografia

### Albumy
- Ryūkyū Carmen 80's (jap. 琉球カルメン80's) (6 sierpnia 2008)

### Single
- Ryūkyū Renka (jap. 琉球恋歌) (11 listopada 2007)
- Nangoku Shōjo (jap. 南国少女) (23 lipca 2008)
- SADISTIC LOVE (17 grudnia 2008)
- Kanasambana (jap. かなさんバナ) (4 listopada 2009)
- The Dancing Branches (28 kwietnia 2010)
- Hoshi no Shirushi (jap. 星のしるし) (26 maja 2010)
- Ai no Furu Machi (jap. 愛の降る街) (30 czerwca 2010)
- Kariyushi (jap. かりゆし) (28 lipca 2010)

### Wideo
- Tokyo Kanasambana (wydanie cotygodniowe tylko na komórkę w Japonii)

1. Nangoku Shōjo (jap. 南国少女) (24 lutego 2010)
2. Aoi Chura Shima (jap. 蒼い美ら島) (3 marca 2010)
3. SADISTIC LOVE (10 marca 2010)
4. Orion no Tegami (jap. オリオンの手紙) (17 marca 2010)
5. Kiku Saki Beni Ao (jap. 菊先紅蒼) (24 marca 2010)
6. Urizun Biyori ~Rainy Days~ (jap. うりずん日和～レイニーデイ～) (31 marca 2010)
7. Ryūkyū Carmen (jap. 琉球カルメン) (7 kwietnia 2010)
8. Kugatsu incense (jap. 九月 incense) (14 kwietnia 2010)
9. Rhythmic Interlude (21 kwietnia 2010)
10. Doll Parade (jap. Dollパレード) (28 kwietnia 2010)
11. Kariyushi (jap. かりゆし) (12 maja 2010)
12. Hoshi no Shirushi (jap. 星のしるし) (19 maja 2010)
13. Shima Uta (jap. 島唄) (26 maja 2010)
14. Hoshizuna (jap. 星砂) (2 czerwca 2010)
15. Kanasambana (jap. かなさんバナ) (9 czerwca 2010)
16. Deigo no Hana ga Saku koro ni (jap. でいごの花が咲く頃に) (16 czerwca 2010)
17. Taiyō no Kuni (jap. 太陽の国) (23 czerwca 2010)

### Składanka
- Shock Edge 2008 (15 października 2008)